# Оразов, Худайберди Артыкович
Худайберды́ Арты́кович Ора́зов (туркм. Orazow Hudaýberdy Artykowiç; 1951, Ташауз) — туркменский государственный деятель. Председатель оппозиционного общественно-политического движения «Ватан». В середине 2001 года вынужден был покинуть Туркмению и эмигрировать в Швецию.

## Детство, образование, личная жизнь
Родился в Ташаузе, в туркмено-татарской семье.
Окончил Туркменский государственный университет имени М. Горького и Академию народного хозяйства в Москве.
Женат, имеет двоих детей.

## Политическая деятельность

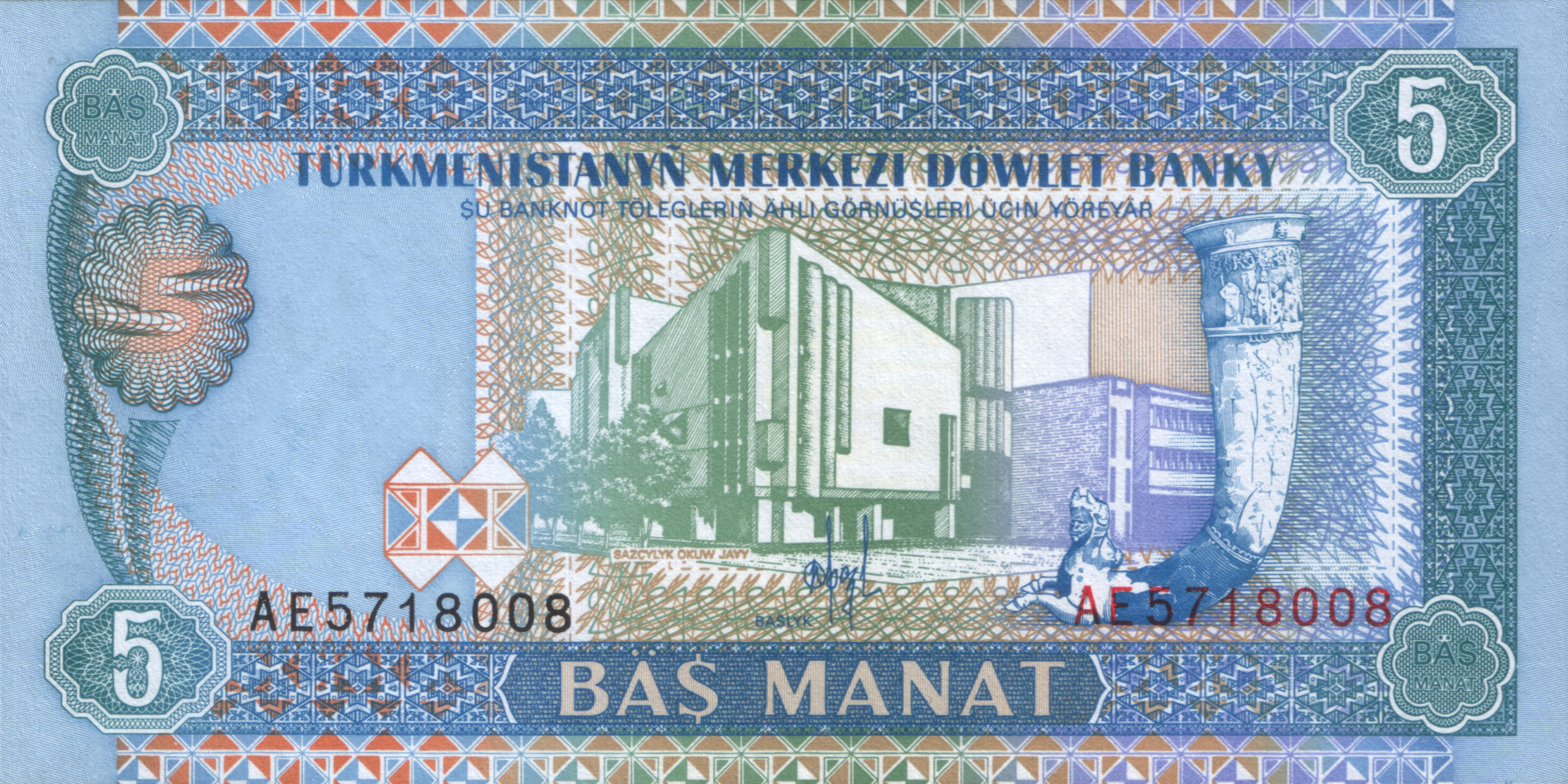
Купюра туркменского маната с подписью Худайберды Оразова

В советское время работал в Госкомцен и экономическом отделе аппарата ЦК КПСС на должности инструктора.
С начала 1970-х годов занимал различные должности в системе народного хозяйства Туркменииа.
В 1990 году был основателем первого в республике Акционерного коммерческого банка «Туркменистан», создателем и первым руководителем Внешэкономбанка Туркмении в 1992—1993 годах.
С 1993 был председателем Центробанка Туркмении, вице-премьером Правительства Туркмении в 1999—2000 годах.
Одновременно являлся управляющим от Туркмении в Мировом банке (1992—2000), в Европейском банке реконструкции и развития (1993—2000), в Международном Валютном Фонде (1997—2000).
С середины 2000 года стал подвергаться преследованиям со стороны Сапармурата Ниязова, был обвинён в хищении «десятков миллионов долларов». Через семь месяцев после отставки подвергся восьмидневному аресту. Спустя три месяца после ареста обвинения против Оразова были сняты, и ему предложили пост министра экономики и финансов. В середине 2001 года вынужден был покинуть Туркмению. В настоящее время живёт в эмиграции.

## Обвинения
Генеральная прокуратура Туркмении обвиняет Худайберды Оразова в том, что он в будучи председателем Центрального банка Туркмении похитил и растратил 72 млн долларов США. Согласно официальной версии Оразов вошёл в преступный сговор с Борисом Шихмурадовым и Нурмухаммедом Ханамовым и стал одним из организаторов преступной группировки, которая 25 ноября 2002 года совершила попытку посягательства на жизнь президента Туркмении Сапармурада Ниязова с целью насильственного изменения конституционного строя и вооружённого захвата власти.
Оразов был приговорён Верховным судом Туркмении от 30 декабря 2002 года к 25 годам лишения свободы с отбыванием в тюрьме первых пять лет наказания. На основании решения Халк Маслахаты от этого же числа к нему была применена высшая мера наказания — пожизненное лишение свободы с объявлением его предателем Родины.

## Оппозиционная деятельность
18 февраля 2002 года распространил заявление о своем переходе в оппозицию Сапармурату Ниязову. Оразов сказал следующее:

Глубокий системный кризис, катастрофическое состояние экономики и общества в Туркмении, является прямым следствием диктаторского режима Сапармурата Ниязова.

В 2002 году создал и возглавил общественно-политическое движение «Watan» (Родина), член Исполнительного совета — председатель движения с 27 ноября 2002.
26 декабря 2006 года на собрании представителей туркменской оппозиции в Киеве избран единым кандидатом от оппозиции на пост президента Туркмении. Выборы нового главы Туркмении были назначены на 11 февраля 2007 года, но в число кандидатов Ханамов так и не попал. На выборах президентом Туркмении был избран Гурбангулы Бердымухамедов.